# قلمرو آزاد تریسته
قلمروی آزاد تریسته (ایتالیایی: Territorio libero di Trieste) قلمروی مستقل در اروپای مرکزی، بین ایتالیا و یوگسلاوی بود و در پی جنگ جهانی دوم و قطعنامهٔ شورای امنیت سازمان ملل متحد، شامل کرانهٔ شمالی دریای آدریاتیک می‌شد.
قلمرو آزاد در ۱۰ فوریه ۱۹۴۷ تحت پروتکلی از عهدنامه صلح با ایتالیا و به منظور ایجاد کشوری مستقل با جمعیت متنوع از نظر قومی و فرهنگی تأسیس شد. از دیگر اهداف تأسیس قلمرو آزاد کاستن از مناقشات ارضی ایتالیا و یوگسلاوی بود که ممکن بود تجارت آزاد در اروپای مرکزی را تهدید کند. قلمرو آزاد در ۱۵ سپتامبر ۱۹۴۷ رسماً موجودیت یافت. این سرزمین از نظر اداری به دو منطقه تقسیم می‌شد: منطقهٔ A، که شامل شهر بندری تریسته و نوار ساحلی باریکی به سمت شمال غربی بود، و منطقهٔ B، که از منطقهٔ A بزرگتر بود و شامل بخش‌هایی از شمال غربی شبه‌جزیرهٔ ایستریا می‌شد.
قلمرو آزاد عملاً از سال ۱۹۵۴ بین کشور ایتالیا و یوگسلاوی تقسیم شده بود. این تقسیم‌بندی در معاهدهٔ اوسیمورسمیت یافت، که در ۱۹۷۵ بین دو کشور امضا و در ۱۹۷۷ تصویب شد.